# Sorbus subcordata
Sorbus subcordata là một loài thực vật thuộc họ Rosaceae. Đây là loài đặc hữu của Đức.

## Hình ảnh

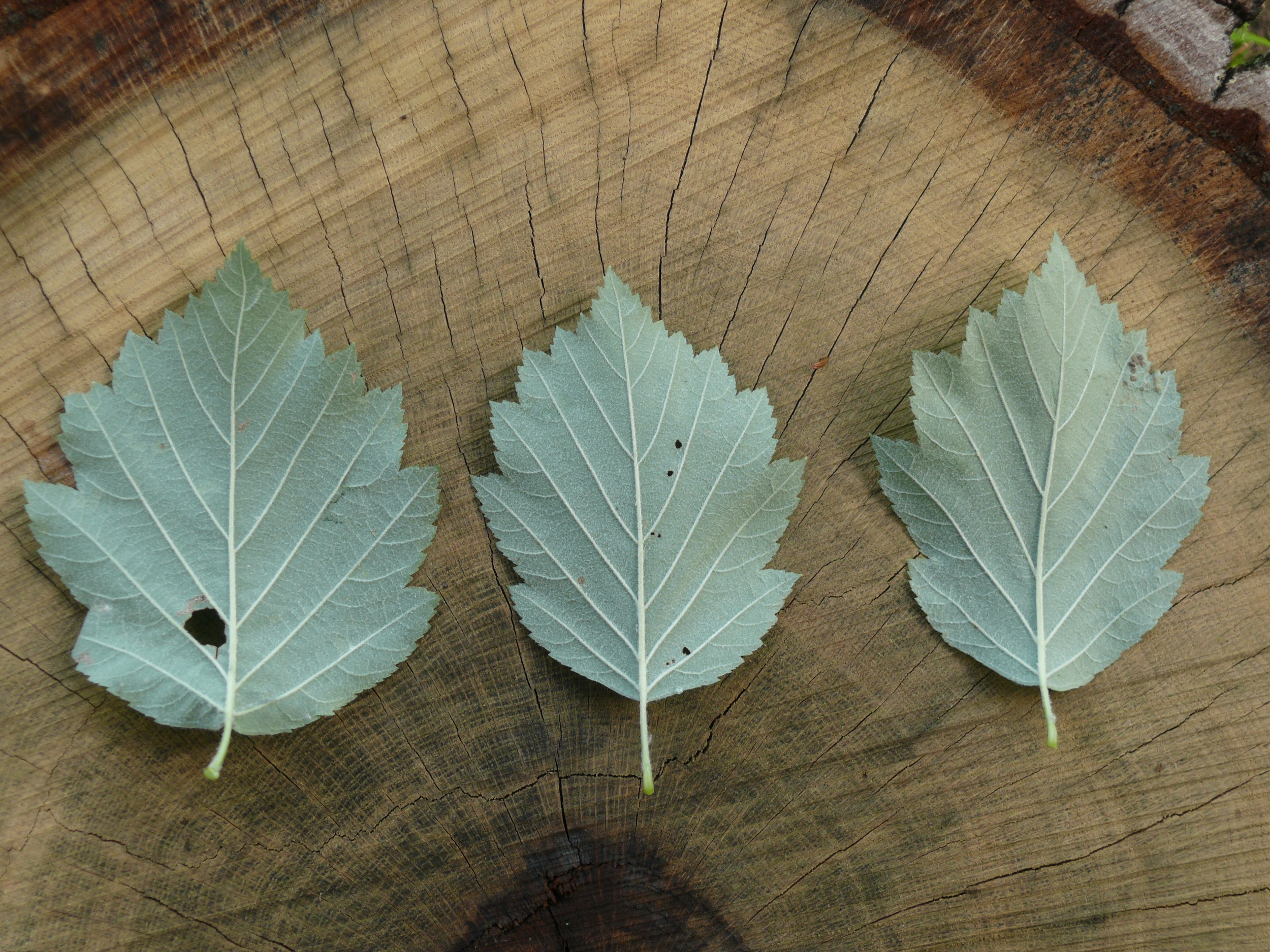